# Czarni Radom w sezonie 2015/2016
Czarni Radom w sezonie 2015/16 przystąpią po raz 3. do rozgrywek PlusLigi od ich powrotu w 2013 i po raz 21. w swojej historii do rozgrywek o mistrzostwo Polski. Tuż po zakończeniu poprzednich rozgrywek (9. miejsce w lidze) trenerem został Argentyńczyk Raúl Lozano. Pierwszy w historii zagraniczny selekcjoner reprezentacji Polski, z którą zdobył srebrny medal Mistrzostw Świata 2006, zastąpił na stanowisku Roberta Prygla, pełniącego tę funkcję przez 2 sezony.

## Transfery

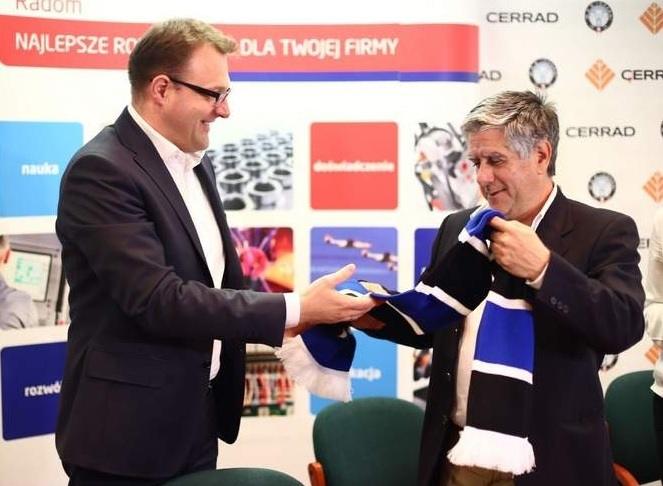
Prezydent Radomia, Radosław Witkowski, wręcza Raúlowi Lozano szalik Czarnych Radom

29 kwietnia 2015 zakontraktowany został trener Raúl Lozano, który wcześniej prowadził m.in. reprezentacje: Hiszpanii, Polski i Niemiec. Z polską drużyną zdobył srebrny medal Mistrzostw Świata 2006 w Japonii. Na stanowisku I szkoleniowca Czarnych Radom zastąpił Roberta Prygla. Dotychczasowy trener został asystentem Argentyńczyka, z kolei Wojciech Stępień również pozostał w sztabie szkoleniowym. Wcześniej kontrkandydatem Lozano był Philippe Blain, asystent selekcjonera reprezentacji Polski Stephane'a Antigi. Francuz musiał odrzucić jednak propozycję ze względu na natłok imprez międzynarodowych w 2015.
Równolegle umowę z klubem przedłużył najlepszy rozgrywający Mistrzostw Świata 2014, Lukas Kampa.

### Przyszli
| Imię i nazwisko    | Poprzedni klub                   |
| ------------------ | -------------------------------- |
| trener Raúl Lozano | Szahrdari Urmia                  |
| Artur Szalpuk      | AZS Politechnika Warszawska      |
| Radosław Zbierski  | Warta Zawiercie                  |
| Jakub Zwiech       | SMS PZPS Spała                   |
| Patryk Szczurek    | Stal AZS PWSZ Nysa               |
| Neven Majstorović  | OK Partizan Belgrad              |
| Zack La Cavera     | University of California, Irvine |

### Odeszli
| Imię i nazwisko   | Następny klub                |
| ----------------- | ---------------------------- |
| Michał Kędzierski | Effector Kielce              |
| Jakub Wachnik     | Top Volley Precura Antwerpia |
| Dirk Westphal     | UGS Nantes-Rezé              |
| Mikko Oivanen     | Paykan Tehran                |